# US Ivry HB

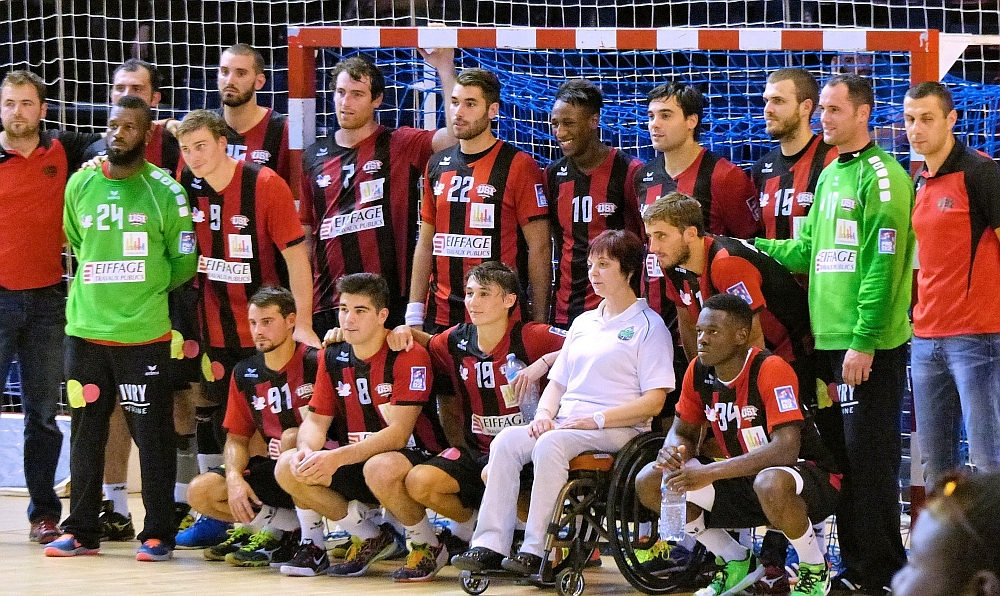
Spelartruppen i augusti 2014.

Union sportive d'Ivry Handball, grundad är en fransk handbollsklubb från staden Ivry-sur-Seine i departementet Val-de-Marne, bildad 1947. Klubben har blivit franska mästare totalt sju gånger och vunnit franska cupen en gång, 1996.

## Spelare i urval
- Luc Abalo (1996–2008)
- Stéphane Joulin (1988–1997)
- Vasilij Kudinov (1993–1997)
- Denis Lathoud (1996–1998)
- Andrej Lavrov (1993–1996)
- Diego Simonet (2011–2013)
- Irfan Smajlagić (1990–1993, 1998–1999)
- Jean-Luc Thiébaut (1991–1994)
- Michail Tjipurin (2015–2017)
- Rolando Uríos (1998–2001)
- Linus Persson (2018–2021)

## Meriter
- Franska mästare: 1963, 1964, 1966, 1970, 1971, 1983, 1997, 2007
- Franska cupmästare 1996